# مایکل، برای همیشه
مایکل، برای همیشه (به انگلیسی: Forever, Michael) چهارمین آلبوم سولوی خوانندهٔ آمریکایی مایکل جکسون است که در ۱۶ ژانویه ۱۹۷۵ با لیبل موتاون منتشر شد. این آلبوم در سراسر جهان ۴ میلیون نسخه فروش داشت. این آلبوم در سال ۲۰۰۹ در آلبوم دنیا سلام: کلکسیون تک‌نفره موتاون گنجانده شد.